# Nablus (gouvernement)
Het gouvernement Nablus, Arabisch: محافظة نابلس, Nāblus, is een van de zestien administratieve gouvernementen waarin de Palestijnse gebieden zijn opgedeeld. De stad Nablus is de hoofdstad van het gouvernement. Het gouvernement ligt centraal in het noorden van de Westelijke Jordaanoever en omvat het gebied rond de stad.

## Kernen
De volgende woonkernen in het gouvernement Nablus hebben een bevolking hoger dan 2.000 inwoners.
- Nablus, 126.132 inw.
- Aqraba, 8180 inw.
- Asira al-Shamaliya, 7556 inw.
- Asira al-Qibliya
- Azmut
- Awarta, 5623 inw.
- Al-Badhan
- Beit Dajan
- Beit Furik, 10.399 inw.
- Beita, 9097 inw.
- Beit Dajan
- Beit Iba
- Beit Imrin
- Bizziriya
- Burin
- Burqa
- Deir al-Hatab
- Deir Sharaf
- Duma, 2099 inw.
- Einabus
- Huwwara, 5570 inw.
- Jamma’in, 6225 inw.
- Kafr Qallil
- Al-Lubban ash-Sharqiya
- Majdal Bani Fadil
- Qabalan, 7130 inw.
- Qaryut
- Qusra
- Rujeib
- Sabastiya
- Salim, 5062 inw.
- Sarra
- As-Sawiya
- Talfit
- Talluza
- Tell
- Urif
- Yasid
- Yatma
- Zeita Jamma’in

### Vluchtelingenkampen
- 'Askar Camp, 11.607 inw.
- Balata Camp, 15.247 inw.
- 'Ein Beit el Ma Camp

1. ↑  (ar)  Palestijns Centraal Bureau Statistieken PCBS. "Census 2007 Final Results", 2012 (pdf), p 61

Westelijke Jordaanoever:
Bethlehem · Hebron · Jenin · Jeruzalem · Jericho · Nablus · Tubas · Tulkarm · Qalqilya · Ramallah & Al-Bireh · Salfit

Gazastrook:
Deir el-Balah · Gaza · Khan Yunis · Noord-Gaza · Rafah